# Tryst (1994)
Tryst ist ein US-amerikanischer Thriller-Film aus dem Jahr 1994. Die Hauptrollen spielten Barbara Carrera, Johnny La Spada und Jamie Luner. Regie führte Peter Foldy.

## Handlung
Zwischen dem wohlhabenden Ehepaar Julia und Jason gibt es zunehmende Spannungen. Julia leidet darunter der Abwesenheit ihres dominanten Ehemanns, der viel auf Geschäftsreise ist, und gegenüber Julia auch gewalttätig ist. Eines Tages lernt ihre Haushälterin Maggie ihren etwa 25 Jahre alten Sohn Todd gehen (geboren als George Taylor), den sie einst als Findelkind weggegeben hatte, da sie kein Geld hatte, um alleinerziehend das Kind zu versorgen. Während die beiden sich näher kommen, fühlt sich Todds mitgereiste Freundin Mindy von ihm vernachlässigt. Es kommt zu einem heftigen Streit und Mindy will das Motel in der Stadt verlassen. Danny, der Rezeptionist des Hotels, bietet ihr an, zumindest die Nacht zu bleiben, während Todd nun zunächst ohne Bleibe dasteht.
In derselben Nacht wird bei Julia und Jason eingebrochen. Als Jason beim Öffnen des Haustresors eine Waffe zieht, kommt es zum Schusswechsel. Während Jason schwer verletzt getroffen zu Boden geht, kann der Täter fliehen. Jason kommt ins Krankenhaus. Maggie bietet ihrem Sohn an, im Haus ihrer Arbeitgeber zu übernachten. Als am nächsten Tag die Polizei Julia befragt, führt sie mit dem Beamten Michael Parkinson ein vertrauliches Gespräch. Es zeigt sich, dass Julia und Michael ein Liebespaar sind und gemeinsam mit dem Einbrecher Curtis unter einer Decke stecken. Sie wissen nicht, dass sie von Maggie durch ein Fenster beobachtet worden sind.
Julia findet Gefallen an Todd und sucht bewusst seine Gegenwart im Whirlpool. Maggie redet auf Todd ein, mit ihrer Chefin nicht zu vertraulich zu werden. Zeitgleich freundet sich Mindy mit Danny, dem Motel-Rezeptionisten an, der sie begehrt, doch Mindy weist seine Annäherungsversuche zurück. Mindy ahnt nicht, dass Danny durch ein getarntes Loch in der Wand ins Zimmer spähen kann und beobachtet, sie sich für die Nacht umzieht. Zudem fotografiert er sie.
Michael zieht sich von Julia zurück, da ihr Ehemann den Mordanschlag überlebt hat und die polizeilichen Ermittlungen langsam herauskristallisieren, dass es sich nicht um einen gewöhnlichen Einbruch gehandelt hat. Wenig später wird der Einbrecher Curtis von Parkinson und seinem Polizeipartner Hurwitz entdeckt und versucht zu fliehen; dabei werden die beiden Polizisten voneinander getrennt. Parkison bleibt an Curtis dran und stellt ihn schließlich, erschießt ihn jedoch und inszeniert eine polizeiliche Tötung in Notwehr.
Julia ist verletzt vom Ende ihrer Beziehung mit Parkinson und wendet sich Todd zu, der noch immer in ihrem Haus wohnt. Sie verführt ihn. Mindy sucht die Versöhnung mit Todd, doch dieser lehnt es ab zu ihr zurückzukehren, auch wegen der sich entwickelnden Beziehung mit Julia. Als Jason noch physisch stark beeinträchtigt aus dem Krankenhaus entlassen wird, ist er wenig angetan von Todds Anwesenheit in seinem Haus. Während Jason krank zuhause liegt, lädt Julia Todd in ihr Wochenendhaus ein, wo sie Sex haben. Sie erzählt ihm von ihrer unglücklichen Ehe und Jasons körperlicher Gewalt gegen sie. Todd schwört im Zorn, dass er Jason umbringen werde, wenn dieser Julia noch einmal schlägt.
Mindy verbringt einen Abend mit Danny. Als er sie küsst, lehnt sie seine Zuneigungsversuche erneut ab und erklärt, dass sie am nächsten Morgen abreisen wird. Danny ist tief verletzt und von Wut und Eifersucht gepackt. Mindy geht in ihr Zimmer zurück und zieht sich ein Nachthemd an, wobei sie erneut von Danny beobachtet wird. Daraufhin betritt Danny ihr Zimmer, zerreißt ihr das Nachthemd und fordert sie auf ihre „Zimmermiete“ zu bezahlen. Er vergewaltigt Mindy und lässt sie allein und weinend im Zimmer zurück. Am nächsten Morgen, als sie das Zimmer verlassen und ihren Schlüssel abgeben will, findet sie Fotos, die Danny von ihr und anderen Frauen in dem Zimmer gemacht hat. Sie flieht mit den Bildern aus dem Hotel und geht zur Polizei.
Julia und Todd verbringen Zeit in der Sauna miteinander. Julia drängt ihn, sein Versprechen einzulösen und Jason zu ermorden, wovon Todd entsetzt nichts wissen. Schließlich werden beide von Jason entdeckt, der nun den Beweis für den Ehebruch seiner Frau sieht. Er ruft seinen Anwalt an, um sein Testament zu ändern. In derselben Nacht wird Jason ermordet. Als Todd am nächsten Morgen aufwacht, wird er von Michael Parkinson und Julia geweckt, die ihn mit Jasons Tod konfrontieren und ihn dessen beschuldigen. Todd gelingt es jedoch sich Parkinson zu entziehen und mit dem Auto zu fliehen.
Julia trifft Jasons Anwalt und erfährt, dass sie laut Jasons Testament keinen Cent erben wird, stattdessen geht das Erbe an Jasons unehelichen Sohn George Taylor, den er mit seiner Haushälterin Maggie gezeugt hat – Todd. Dieser liefert sich eine Verfolgungsjagd mit der Polizei, kann dieser aber letztlich entkommen. Bei der Polizei legt Mindy die Bilder dem Polizisten Hurwitz vor, dem Kollegen von Michael Parkinson, der Julia und Michael auf den Bildern wiedererkennt. Michael wird verhaftet.
Todd kehrt in das Haus von Julia zurück, wo diese ihn mit einer Waffe bedroht. In diesem Moment wird Julia von Maggie erschlagen. Maggie eröffnet ihrem Sohn Todd, dass Jason, nachdem er seinen Sohn mit seiner Frau erwischte, sein Testament ändern wollte, welches bisher Todd als Alleinerben bestimmte. Um zu verhindern, dass Jason Todd enterbt, ermordete Maggie ihn. Maggie eröffnet ihm, dass Todd das Resultat ihrer Vergewaltigung durch Jason ist. Die beiden trafen eine Abmachung: Maggie verzichtete auf eine Anzeige, dafür sollte Todd sein gesamtes Vermögen erben.
Gegen Maggie wird Anklage wegen Mordes erhoben. Todd und Mindy kommen wieder zusammen.